# Yehuda Levi
Yehuda Levi (hébreu : יהודה לוי) (né le 29 juin 1979) est un acteur israélien. Il joue aussi bien au théâtre qu'à la télévision et au cinéma.
Il a notamment joué dans l'Amour au coin de la rue, une série qui connaît un grand succès en Israël, dans laquelle il joue le rôle de Lior, un jeune homme travaillant dans l'entreprise de son père.
Il a également joué dans Yossi et Jagger, un film israélien racontant l'histoire d'amour de deux jeunes soldats en poste à la frontière libanaise. À la télévision, il a joué un des rôles principaux de la minisérie Ima VeAbaz (2012-2013).
Il fut pendant 8 ans le compagnon de l'actrice Ninet Tayeb. Il a été marié au mannequin israélien Shlomit Malka jusqu'en 2022,.

## Filmographie partielle
- 2004 : Campfire (Medurat Hashevet) de Joseph Cedar